# Hăsnășenii Mari, Drochia
Hăsnășenii Mari este un sat din raionul Drochia, Republica Moldova. Are o suprafață de circa 2,71 kilometri pătrați, cu un perimetru de 11,84 km. Conform recensamântului din anul 2014, populația este de 1.531 locuitori. Distanța directă până în orașul Drochia este de 23 km, iar până la Chișinău de 131 km.
În localitate activează un gimnaziu, o grădiniță, un muzeu de istorie și etnografie, o casă de cultură, un centru medical, o casă de ceremonii și o bibliotecă publică. De asemenea, este înregistrată Asociația Obștească „HASNAȘ”.

## Demografie

### Structura etnică
Structura etnică a satului conform recensământului populației din 2004:
| Grup etnic         | Populație | % Procentaj |
| ------------------ | --------- | ----------- |
| Moldoveni / Români | 1.852     | 98,3%       |
| Ucraineni          | 19        | 1,01%       |
| Ruși               | 12        | 0,64%       |
| Găgăuzi            | 1         | 0,05%       |
| Total              | 1.884     | 100%        |

## Administrație și politică
Componența Consiliului local Hăsnășenii Mari (9 consilieri), ales la 5 noiembrie 2023, este următoarea:
|  | Partid                                       | Consilieri | Componență | Componență | Componență | Componență |
|  | -------------------------------------------- | ---------- | ---------- | ---------- | ---------- | ---------- |
|  | Partidul Socialiștilor din Republica Moldova | 4          |            |            |            |            |
|  | Partidul Schimbării                          | 3          |            |            |            |            |
|  | Partidul Acțiune și Solidaritate             | 2          |            |            |            |            |

## Galerie de imagini

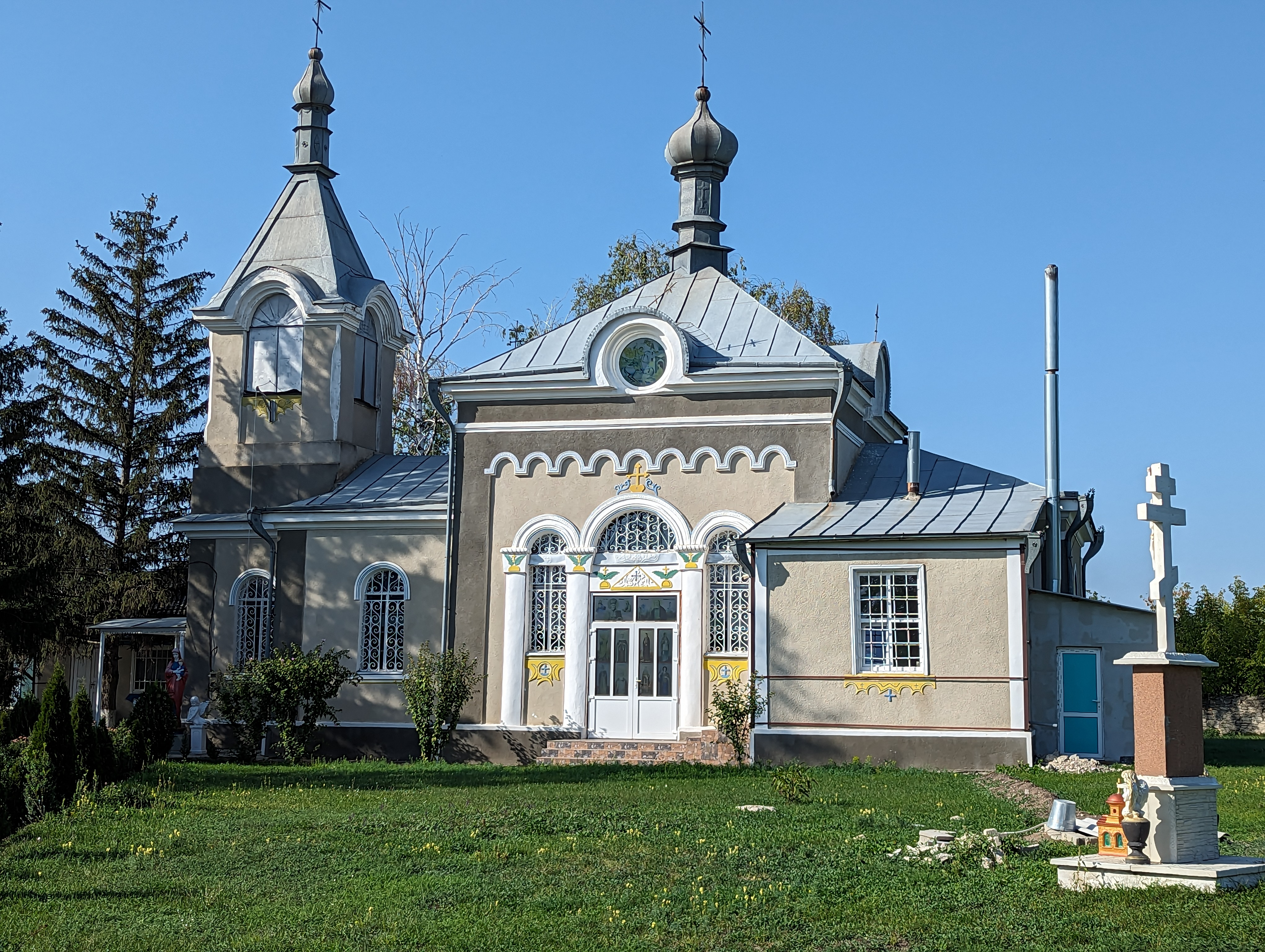
Biserica „Nașterea Maicii Domnului” din localitate, monument protejat.
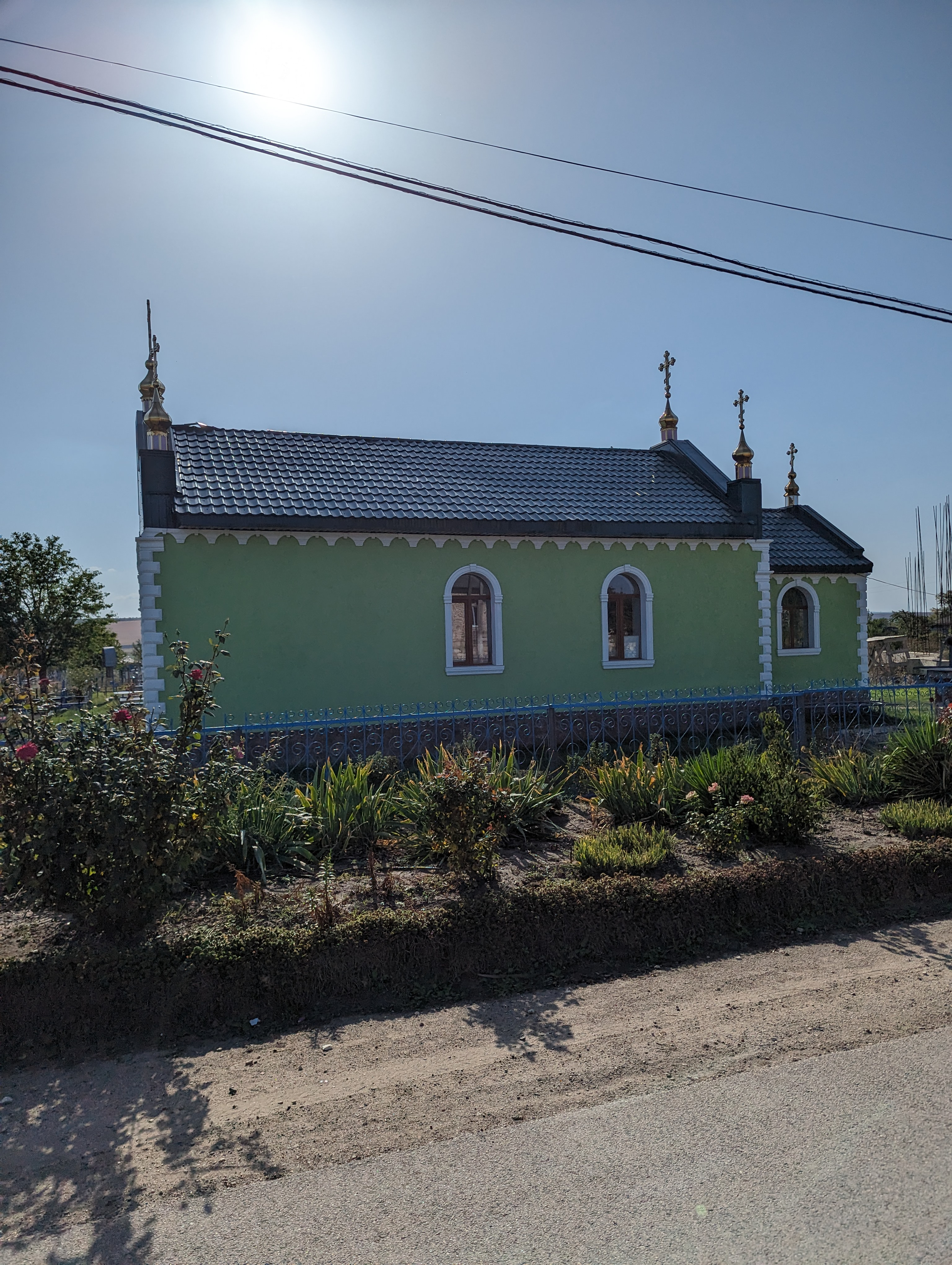
Biserica nouă
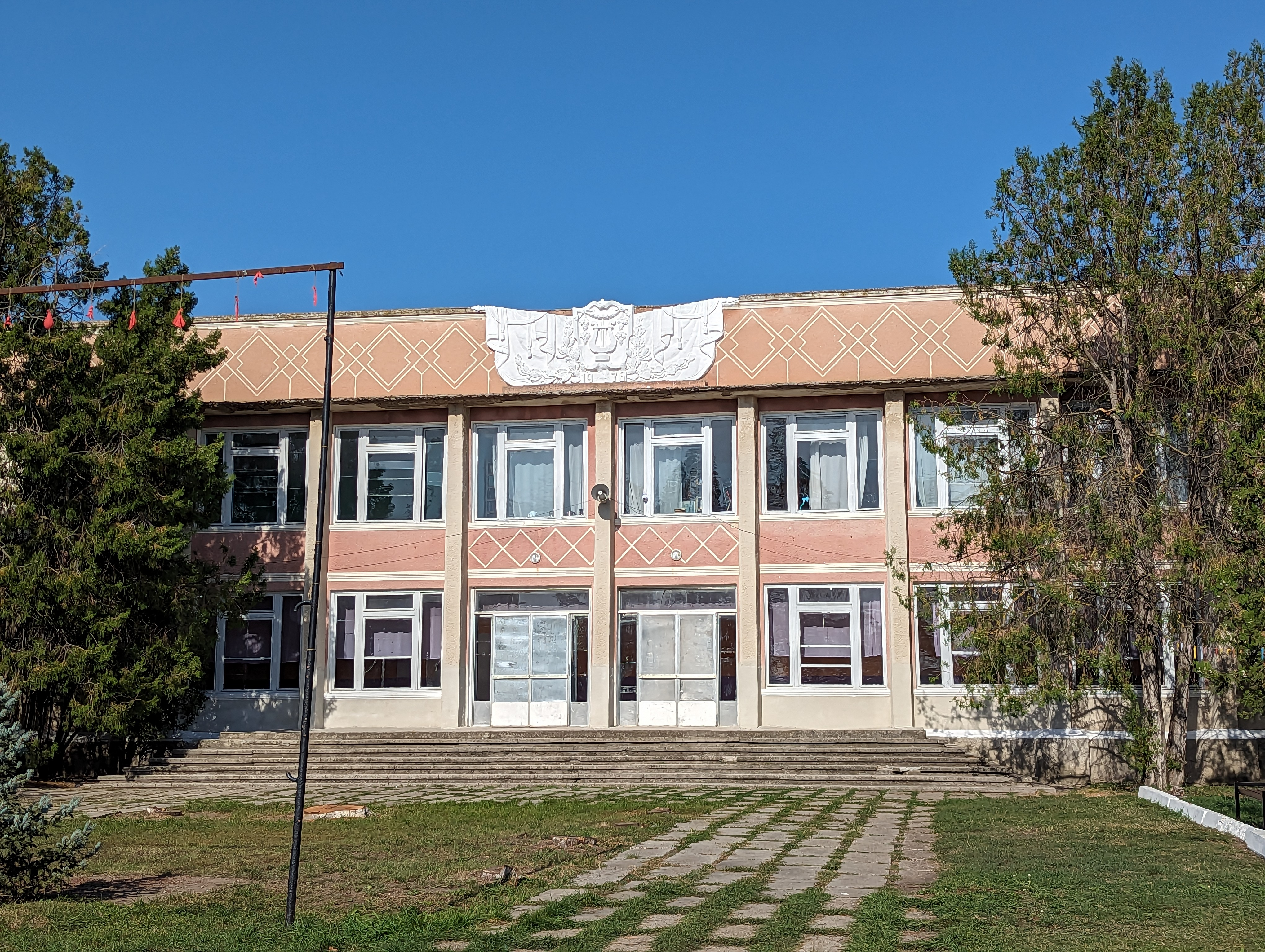
Casa de cultură
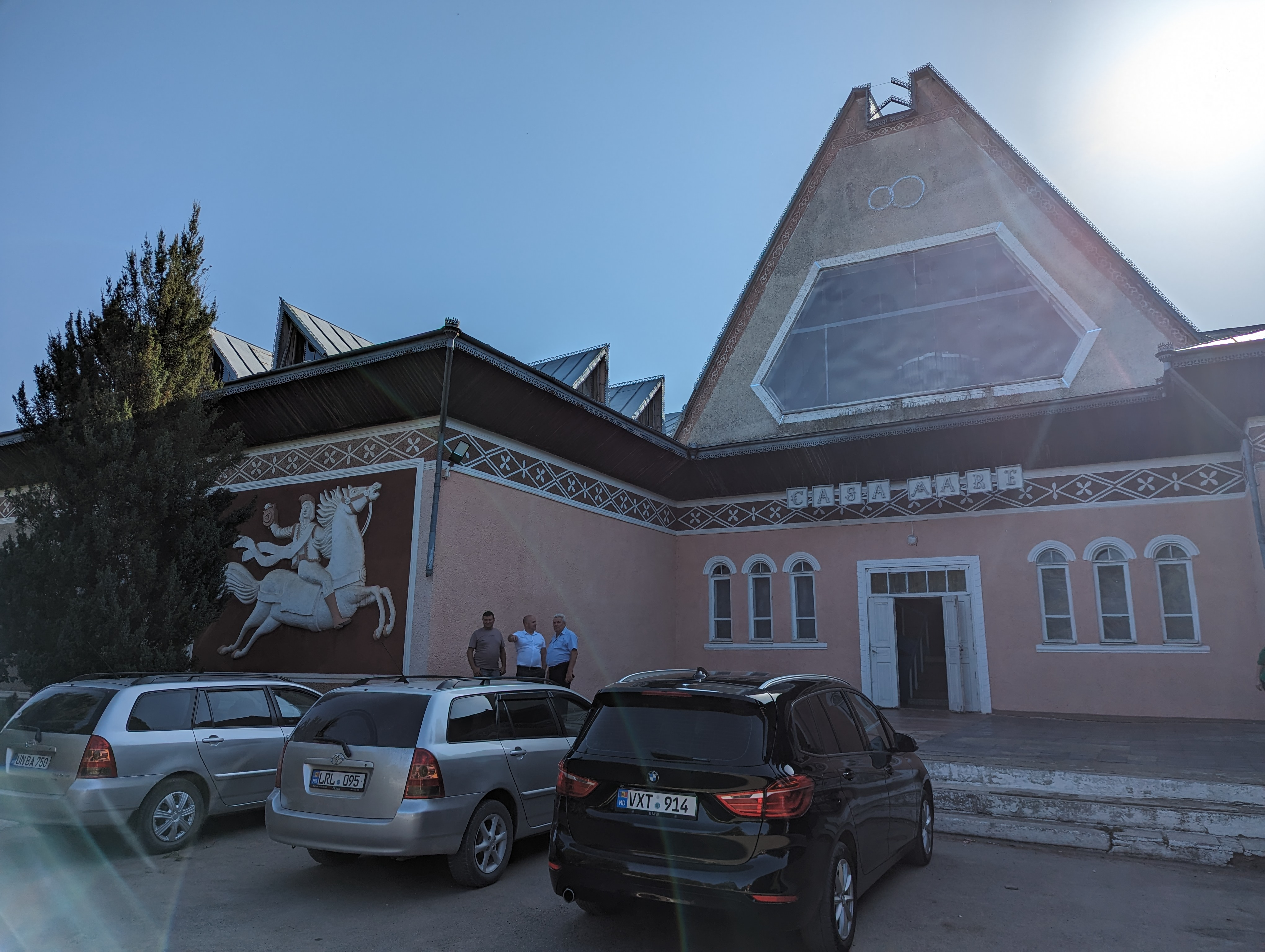
Casa mare